# 迪内希·钱德拉·亚达夫 (尼泊尔)
迪内希·钱德拉·亚达夫（？—2021年1月14日），尼泊尔共产党（联合马列）党员，尼泊尔立法议会议员，曾任尼泊尔供水部长、卫生部长，2020年12月27日确诊2019冠状病毒病，2021年1月14日因病去世于加德满都Grande国际医院。